# أحمد خان بن إبراهيم
أحمد خان بن إبراهيم, ( ؟؟ / توفي 487 هـ أو 488 هـ / 1094 م), ملِك سمرقند من السلاجقة, أخو السلطان شمس الملك الذي كان ملِك سمرقند قبله، وهو ابن أخو تركان خاتون زوجة السلطان جلال الدولة ملك شاه, اشتهر عنه أنه كان جباراً مارقاً وصبياً ظالماً، قبيح السيرة، وطاغيةً.

## أحمَد خان وجلال الدولة ملك شاه
في عام 482 هـ / 1089 م كان أهل سمرقند قد سئموا من أحمد خان ومن ظلمه وفساده وجبروته وطغيانه حيثُ إنه كان يفرض عليهم الضرائب الكثيرة حتى يملئ خزنة أمواله ويُكثر مصادرة الرعية، فنفروا منه، لِذا قرر أهالي سمرقند أن يكتبوا إلى السلطان جلال الدولة ملك شاه سراً يستغيثون به، ويطلبونه القدوم عليهم ليملك بلادهم ويحكمهم بالعَدل، فاستجاب جلال الدولة لهُم وجهز جيشاً ليدمر حكم أحمد خان ويضم سمرقند إلى ملكه، فَسار من أصبهان، وجمع العساكر من البلاد جميعها، فَعبر النهر فلما قطع النهر قصد بخارى، وأخذ ما على طريقه، ثم سار إليها وملكها وما جاورها من البلاد، وقصد سمرقند وكان حولها سوراً منيعاً يحميها فَفرض جلال الدولة عليها حِصاراً ونازلها وضيق على أحمد خان، وأعانه أهل سمرقند وساعدوه بالإقامات.
عِندما حدث ذلك قرر أحمد خان أن يفرق أبراج السور الذي يحمي سمرقند على الأمراء والجنود الموالين له ومن يثق به من أهل سمرقند، ثم رّمى جلال الدولة ملك شاه السور بِالمنجنيق وأخذ أحد الأبراج، ومن هذا البرج الذي سيطر عليه دخل هو وجنوده إلى المدينة ولما حدث ذلك هرب أحمد خان واختفى في بيوت بعض العامة وأوشى أهل سمرقند بِمكانه لِجنود جلال الدولة ملك شاه فأُخذ وحمل إلى ملك شاه وفي رقبته حبل، فأكرمه وأحسن إليه
وأطلقه وأرسله إلى أصبهان وأرسل معه من يرافقه وولى مكانه الأمير العميد أبا طاهر عميد خوارزم ثم ذهب جلال الدولة ملك شاه قاصداً خراسان فلما أبعد عن سمرقند لم يتفق أهلها وعسكرها المعروفون بِالجكلية مع العميد أبي طاهر حتى كادوا يثبون عليه ويقتلونه، فاحتال حتى خرج من عندهم، ومضى إلى خوارزم.

## إتهامه بالزندقة وإعدامه
عِندما أرسل جلال الدولة ملك شاه أحمد خان إلى أصبهان أرسل معه جماعة من الديلم الذين يدينون بمُعتقد فلسفي ما بين المجوسية و الوثنية خلال الفترة التي بقي معهُم حسنوا له مذهبهم ومُعتقدهم ودِينهم وأخرجوه إلى الإباحة فلما عاد إلى سمرقند كان يظهر منه أشياء تدل على انحلاله من الدين فلما كرهه أصحابه وعسكره وأمرائه وعزموا على قتلِه قالوا أنه زنديقاً واتهموه بفساد الاعتقاد لِذا خططوا لقتله عن طريق مؤامرة وذلك أنهم ذهبوا إلى مُستحفظ قلعة كاسان طغرل بن ينال بك وأخبروه حتى يَثور ضد أحمد خان ويعلن العصيان له ويقف ضده حتى يترك أحمد خان سمرقند ويذهب لِقتال طغرل مع جنوده وأمرائه الذين يخططون لِذبحه فَيّتمكنوا من قتله، وفِعلاً أظهر طغرل بن ينال بك عصيانه لأحمد خان فَسار أحمد خان مع أصحابه وجيشه لِقتاله فلما وصل أحمد خان إلى قلعة كاسان نازلها وحاصرها فَتمكن عسكره منه وقام عليه أمرائه وأمسكوه وقبضوا عليه، وعادوا إلى سمرقند, ثم أحضروا القضاة والفقهاء وعقدوا له مجلساً، فإدعوا أنه زنديقاً فجحد ذلك وأنكر، فأقاموا الشهود عليه بعظائم، فأفتى الفقهاء بِقتله، فَأعدموه خنقاً وشنقاً ثم أقاموا مكانه ابن عمه مسعود وملكوه عليهم، قال الإمام الذهبي أن هذا حدث في عام 487 هـ أما ابن الأثير فقال إنه كان في 488 هـ وأورد أيضاً عن هذه الحادثة أن من شهدوا بِزندقته كانوا خصوماً وأعداءً لَهُ.